# دیگتون (ماساچوست)
دیگتون، ماساچوست
دیگتون(به انگلیسی: Dighton) شهرکی در شهرستان بریستول ایالت ماساچوست می‌باشد که در سال ۱۷۱۲ بنیان‌گذاری شده‌است. این شهرک در سرشماری سال ۲۰۱۰ میلادی، ۷٬۰۸۶ نفر جمعیت داشته‌است.